# Araxes
Araxes est une rivière dans la Communauté autonome basque, affluent du fleuve Oria.

## Géographie
Elle naît en Navarre et aboutit l'Oria à Tolosa, dans la province de Guipuscoa.
La rivière Araxes dans son passage par le Guipuscoa a formé une vallée entre des pentes abruptes, celles où prédominent des forêts d'arbres variés. L'économie de la zone est traditionnellement basée sur la rivière, qui donnait l'énergie aux industries et constituait une voie de communication entre la Navarre et le reste du Pays basque.
Dans son parcours, en plus de prédominer elles ayez, on trouve des espèces d'animaux comme le martin pêcheur, le cincle plongeur et le vison d'Europe, en danger d'extinction.

## Pêche
Cette rivière est importante pour la pêche sportive par l'abondance de saumon, bien que sa pêche soit vedada depuis la naissance jusqu'à son passage par Betelu.